# 5-й батальон шуцманшафта
5-й литовский батальон шуцманшафта (нем. 5 Lithuanische Schutzmannschaftsbataillon) — литовское коллаборационистское военизированное формирование времён Второй мировой войны.

## История
5-й литовский батальон шуцманшафта был сформирован в августе 1941 года в Каунасе. Командиром батальона был назначен капитан Ю. Крикщюнас. В батальон вступали военнослужащие и офицеры бывшей литовской армии, участники Июньского восстания и националистически настроенная молодежь. За первые 4 дня сентября 1941 года в ряды батальона были приняты 458 добровольцев. Члены батальона носили форму довоенной литовской армии с нарукавными нашивками с надписью „Hilfspolizei“. Отряд 5-го батальона под командованием младшего лейтенанта П. Тересаса был послан под Алитус охранять лагерь советских военнопленных. 
В конце ноября 1941 года 3 роты 5-го батальона шуцманшафта прибыли в город Сольцы Новгородской области. 1 отряд 1-й роты охранял берег озера Ильмень, а 2 отряда были переведены в Демянск, где вместе с 16-й армией вермахта попали в окружение. Немцы смогли прорвать окружение и вырваться к основным частям. 25 апреля 1943 года был учреждён памятный знак «Демянский щит», которым в том числе были награждены литовские коллаборационисты из 5-го полицейского батальона. Позже 1-я рота охраняла железную дорогу в посёлке Дедовичи, в котором расположился штаб батальона.
Зимой 1941-1942 гг. 2-я рота охраняла железную дорогу около посёлка Локня в Псковской области. В конце января рота вступила в бой с партизанами, потеряв 4-5 человек убитыми и 8-10 ранеными. 3-я рота охраняла склады и другие военные объекты. С лета 1942 года по начало 1944 года 5-й литовский батальон охранял железную дорогу в Дедовичском районе. Участвовал в боях с партизанами. На 26 августа 1942 года в батальоне числились 13 офицеров, 93 унтер-офицера и 210 солдат. В августе 1943 года командиром батальона стал капитан П. Амбразюнас, который руководил батальоном до его расформирования.
С лета 1943 года члены батальона носили немецкую военную форму с распознавательными знаками. За 1943 год в боях с партизанами коллаборационисты потеряли убитыми до 10 человек. 
После прорыва блокады Ленинграда 5-й литовский батальон отступил к литовскому городу Швенчёнеляй. В 1944 году батальон попал в Курляндский котёл. В декабре 1944 года батальон расформировали, личный состав был переведён в 13-й и 256-й полицейские батальоны.